# Hitoshi Shiota
Hitoshi Shiota (塩田 仁史?, Shiota Hitoshi; Ibaraki, 28 maggio 1981) è un allenatore di calcio ed ex calciatore giapponese, di ruolo portiere, collaboratore dei preparatori dei portieri degli Urawa Reds.

## Palmarès

### Club

#### Competizioni nazionali
- Coppa J. League: 1

FC Tokyo: 2009
- J2 League: 2

FC Tokyo: 2011
Omiya Ardija: 2015
- Coppa dell'Imperatore: 2

FC Tokyo: 2011
Urawa Red Diamonds: 2021